# Urechești, Bacău
Urechești là một xã thuộc hạt Bacău, România. Dân số thời điểm năm 2002 là 4050 người.